# Emmanuel André
Emmanuel André (1982) is een Belgische arts en klinisch bioloog. Hij is verbonden aan het Laboratorium Klinische Bacteriologie en Mycologie in het Departement Microbiologie, Immunologie en Transplantatie van de KU Leuven. 
Zijn onderzoeksexpertise ligt in de bestrijding van tuberculose. Tot zijn eerste veldstudies behoorden ziektehaarden van tuberculose in Zuid-Kivu, een topic waarvoor hij, ook nog verbonden aan de Université catholique de Louvain, in 2013 een onderzoeksbeurs kreeg van de fondation Saint-Luc. Hij bestudeerde ook voorkomens, en de optimalisatie van contract tracing in onder meer Zuid-Afrika en bij Syrische vluchtelingen in Jordanië.
André werd bij een breder publiek bekend in de lente van 2020 als de Franstalige interfederaal woordvoerder van het Nationaal Crisiscentrum en evenknie van Steven Van Gucht tijdens de coronacrisis. Op 24 april 2020 besloot hij deze functie niet langer te bekleden voor het verder verloop van de crisis, maar zich terug toe te leggen op zijn taken als arts en onderzoeker.